# Carta di Parigi
La Carta di Parigi per una nuova Europa (nota anche come Carta di Parigi) venne adottata dalla maggior parte degli stati firmatari degli Accordi di Helsinki il 21 novembre 1990 a Parigi. Gli accordi di Helsinki costituivano infatti un fondamento della Carta di Parigi.
Entrambi i documenti formano la base dell'Organizzazione per la sicurezza e la cooperazione in Europa, anche se non tutti gli stati membri dell'OSCE hanno firmato la Carta di Parigi.
La Carta di Parigi costituì un tentativo di gestire lo scenario mondiale dopo la caduta del comunismo in Europa tramite il coinvolgimento degli stati che avevano fatto parte del blocco sovietico. 
Il vertice di Parigi del 21 novembre 1990 costituì una conferenza di accordi che segnò la fine della guerra fredda.
La Carta di Parigi prevedeva inoltre incontri regolari tra i ministri degli esteri degli stati firmatari per consultazioni di carattere politico. La Carta dotò inoltre la Conferenza per la sicurezza e la cooperazione in Europa di strutture permanenti: istituì un segretariato, un Ufficio per le libere elezioni (successivamente rinominato Ufficio per le istituzioni democratiche e i diritti umani) con sede a Varsavia e un Centro per la prevenzione dei conflitti con sede a Vienna.  Nel 1992 venne nominato anche un Segretario generale, e nel 1994 si cambiò il nome della Conferenza per la sicurezza e la cooperazione in Europa in Organizzazione per la sicurezza e la cooperazione in Europa.